# Lopušné Pažite
Lopušné Pažite – wieś (obec) w północnej Słowacji, w powiecie Kysucké Nové Mesto, w kraju żylińskim. Powstała w 1946 roku z połączenia sąsiednich wsi Lopušná i Pažite.

## Położenie
Wieś leży w zachodniej części Gór Kisuckich. Położona jest w odległości ok. 4 km w linii prostej na południowy wschód od Kysuckého Nového Mesta, w środkowej części doliny Vadičovského potoka, w miejscu w którym zwęża się ona i w dolnej części wsi przecina utwory Pienińskiego Pasa Skałkowego. Od północy i od południa otaczają wieś góry: na północy jest to długi wał Sten (Holý vrch, 912 m n.p.m.), zaś na południu szczyty Veľké Ostré (653 m n.p.m.) i Gášov vrch (660 m n.p.m.). Najniższym punktem wsi (430 m n.p.m.) jest koryto Vadičovského potoka, zaś najwyższym - wspomniany szczyt Holý vrch (912 m n.p.m.).

## Nazwa
Dolna część wsi po raz pierwszy została wspomniana w 1598 r. jako Lopussina, zaś w roku 1658 jako Lopusna (węg. Lopusna). Górna część wsi wzmiankowana była jako Pazittje (1662), Pažite (1808), Pažitie (1920) (węg. Pazsitje, Pázsitos).

## Historia
Tereny wsi były zamieszkiwane przez ludzi już w czasach prehistorycznych. W przewężeniu doliny Vadičovského potoka znaleziono ślady dwóch gródków łączonych z kulturą puchowską. Historyczne osadnictwo pojawiło się tu w XVI w. Pierwsza wzmianka o niżej położonej w dolinie wsi Lopušná pochodzi z 1598 r. Należała w części do feudalnego „państwa“ z siedzibą na zamku Budatín, natomiast w części do rodziny Kuryich. W roku 1784 miała 22 domy i 164 mieszkańców, a w roku 1828 - 24 domy i 236 236 mieszkańców. Ze względu na skąpość terenów nadających się pod zasiew zajmowali się oni w nieznacznym tylko stopniu rolnictwem, a głównie hodowlą bydła i szałaśnictwem, a także sadownictwem i pszczelarstwem.
Pierwsza wzmianka o położonej nieco wyżej w górę potoku wsi Pažite pochodzi z 1662 r. i wiąże się z falą osadnictwa wołoskiego, które nieco wcześniej dotarło w ten rejon Beskidów. Wieś należała do feudalnego „państwa“ z siedzibą na zamku Strečno. W roku 1720 istniał na jej terenie folwark. W roku 1784 miała 15 domów i 92 mieszkańców, a w roku 1828 - 20 domów i 157 mieszkańców. Mieszkańcy zajmowali się głównie szałaśnictwem, hodowlą bydła i rolnictwem. Trudnili się też produkcją gontów i innymi domowymi rzemiosłami, opartymi na przeróbce drewna: wyrabiali drewniane naczynia i narzędzia gospodarskie. Poza tym zajmowali się obnośnym handlem i druciarstwem.
W latach 1907–1920 tworzyła już jeden organizm z sąsiednią wsią Lopušná, z którą ponownie połączyła się w roku 1946, tworząc wieś Lopušné Pažite. Jej mieszkańcy obecnie pracują głównie w zakładach przemysłowych i usługach w niedalekich miastach (Kysucké Nové Mesto, Żylina).